# ラ・ロサ・デ・グアダルーペ
『ラ・ロサ・デ・グアダルーペ』（スペイン語: La Rosa de Guadalupe）は、メキシコのアンソロジーのテレビドラマ。 このテレビドラマは、ラス・エストレージャスで2008年2月5日に始まり、毎週月曜日から金曜日の19時30分に放送されている。

## あらすじ
エピソードの始まりには2種類ある。ハッピーな始まりと、主人公が災難に見舞われ、それが彼らの成長のキッカケとなるようなメロドラマ的な始まりである。後者の場合、編集者、キャスト、監督のクレジットが2つ目のシーンで流れる。
グアダルーペの聖母を篤く信仰する主人公たちは、ほとんどの場合、聖母に自分たちを守ってくれるよう頼む。同時に、祈りを捧げた人物やトラブルに巻き込まれた人物の祭壇や聖母像の前に白いバラが現れ、物語の展開中もそこに留まり、たいていは問題がエスカレートしていく。バラの出現は、その願いが聖母に聞き届けられたことを意味する。
物語のクライマックスでは、聖母に頼まれた一番身近な人が主人公を介抱し、助けようとする。 問題が解決すると、主人公はグアダルーペの聖母の行為を象徴する風に「触れ」、エピソードの最後には、登場人物がエピソードのメッセージを語りながら白いバラが消える。

## 歴史

### Las mil rosas （千の薔薇）
2017年7月5日、シリーズ1000話記念放送が始まった。2008年から2016年までの初期エピソードのリマスター版が2017年7月10日から放送された。2017年7月22日には1000話目となる「ろくでなし姉」が放送された。 アレハンドラ・バロスとアレクシス・アヤラがこのエピソードで主演した。

### Relatos de impacto （衝撃的なストーリー）
2017年5月から、『La rosa de Guadalupe』は土曜日の午後9時30分から、より深刻な社会問題を扱った 「衝撃 」のエピソードを放送し始めた。これらのストーリーは、レイプ、近親相姦、セクハラ、殺人、薬物中毒など、より露骨なトピックを取り上げている。これらの土曜夜のエピソードに与えられる内容評価はB-15であるのに対し、営業週に放送されるエピソードの内容評価はBであった。

## シリーズ概要
| シーズン | シーズン | エピソード | メキシコでの放送日 | メキシコでの放送日 |
| シーズン | シーズン | エピソード | 初回               | 最終回             |
| -------- | -------- | ---------- | ------------------ | ------------------ |
|          | 1        | 83         | 2008年2月5日       | 2009年1月30日      |
|          | 2        | 89         | 2009年2月2日       | 2010年1月5日       |
|          | 3        | 110        | 2010年1月25日      | 2011年1月12日      |
|          | 4        | 102        | 2011年1月17日      | 2012年1月27日      |
|          | 5        | 99         | 2012年1月30日      | 2013年2月8日       |
|          | 6        | 99         | 2013年1月28日      | 2014年2月5日       |
|          | 7        | 93         | 2014年2月7日       | 2014年12月10日     |
|          | 8        | 90         | 2015年1月19日      | 2015年12月9日      |
|          | 9        | 154        | 2016年1月18日      | 2017年1月24日      |
|          | 10       | 152        | 2017年1月25日      | 2018年1月27日      |
|          | 11       | 165        | 2018年2月19日      | 2019年1月24日      |
|          | 12       | -          | 2019年1月28日      | -                  |

## 受信
この番組はカトリック信者の間で人気があるため、現代メキシコのテレビの定番となっている。初回放送以来、演技、脚本、演出の稚拙さを批判する声もある。一部の批評家は、低忠実度の効果だけでなく、特定の社会集団や依存症、いじめ、家庭内暴力、性的虐待などの問題を扱う研究の欠如を批判している。
テレビサがラテンアメリカ全体に送信した最も物議を醸すシリーズと考えられており、放送され始めてから批判されている。一貫して、子どもや青年を敵対者として描いている。
一般的に、パフォーマンスの悪い若い俳優をキャストすることに加えて、カトリック教徒について誇張された現実を提示することで批判されている。それにもかかわらず、論争はシリーズにかなりの注目を集め、それを不本意なコメディのソースと見なすインターネット内のカルトファンを生み出した。